# Lendum
Lendum is een plaats in de Deense regio Noord-Jutland, gemeente Hjørring. De plaats telt 609 inwoners (2008).